# Taner Akçam
Taner Akçam (ur. 23 października 1953 w Ölçek w prowincji Ardahan) – turecki historyk i socjolog, od 1995 roku mieszkający w Stanach Zjednoczonych. Był pierwszym tureckim uczonym, który uznał odpowiedzialność Turcji za ludobójstwo Ormian i napisał kilka książek o tym wydarzeniu, takich jak A Shameful Act (1999), From Empire to Republic: Turkish Nationalism and the Armenian Genocide (2004), The Young Turks' Crime Against Humanity (2012), czy Killing Orders (2018). Jest uznawany za „wiodący międzynarodowy autorytet” w tej dziedzinie. Częsty udział Akçama w debatach publicznych na temat ludobójstwa Ormian porównuje się z rolą Theodora Adorno w debacie na temat Holocaustu w powojennych Niemczech.
Akçam opowiada się za próbą pogodzenia różnych ormiańskich i tureckich narracji na temat ludobójstwa i odejściem od zachowań, które wykorzystują te dwie narracje do wspierania narodowych stereotypów. „Musimy ponownie przemyśleć problem i umieścić oba społeczeństwa w centrum naszej analizy. Ta zmiana paradygmatu powinna skupić się na stworzeniu nowej przestrzeni kulturowej obejmującej oba społeczeństwa, przestrzeni, w której obie strony mają szansę uczyć się od siebie nawzajem”.

## Wczesne lata
Urodził się w wiosce Ölçek w prowincji Ardahan w Turcji jako syn Dursuna i Perihan Akçamów. Jego rodzina jest pochodzenia meschetyjskiego. Akçam stwierdził, że wychował się w „bardzo zlaicyzowanej rodzinie”, a jego ojciec był ateistą. Studiował ekonomię na Orta Doğu Teknik Üniversitesi w Ankarze, którą ukończył w 1976 roku. W 1974 roku został aresztowany za udział w protestach studenckich przeciwko tureckiej inwazji na Cypr. W 1975 roku ponownie aresztowano go, tym razem za rozprowadzanie ulotek i rozwieszanie plakatów na mieście. (Akçam zauważa, że „trzeba było na to uzyskać specjalne pozwolenie od instytucji, która obecnie nazywa się Dyrekcją Oddziału Kontroli Specjalnej Inspekcji Generalnej ds. Bezpieczeństwa Stowarzyszeń, i że nawet z takim zezwoleniem można było zostać arbitralnie aresztowanym i zatrzymanym w komendzie policji przez 3–5 dni”).
9 marca 1976 roku, wkrótce po ukończeniu studiów, jako doktorant na tym samym wydziale został aresztowany za udział w tworzeniu dziennika studenckiego poświęconego traktowaniu Kurdów w Turcji Devrimci Gençlik (Rewolucyjna Młodzież) był czasopismem radykalnej, studenckiej organizacji lewicowej. Devrimci Yol („Droga Rewolucyjna”). Akçam wyjaśnił, że przyjął funkcję redaktora tego pisma w wieku 22 lat, czego nie uczynił żaden z jego rówieśników, wiedząc, że może za to znaleźć się w więzieniu. Jego obawy zmaterializowały się, gdy na początku 1977 roku usłyszał wyrok dziewięciu lat więzienia, w wyniku którego Amnesty International uznała go za więźnia sumienia. Z tej kary odsiedział rok, po czym uciekł z Centralnego Więzienia w Ankarze 12 marca 1977 roku, używając nogi żelaznego pieca do wykopania dziury. Otrzymał azyl polityczny w Niemczech Zachodnich w 1978 roku, później uzyskał ich obywatelstwo i mieszkał do czasu uzyskania stopnia doktora w 1995 roku.

## Kariera akademicka
W sierpniu 1988 roku rozpoczął pracę jako naukowiec w Hamburger Institut für Sozialforschung na zaproszenie irańskiego uczonego Hadi Ressesade. Ressesade, który badał stosowanie tortur w Iranie, zaproponował, aby Akçam mógł przeprowadzić analogiczne badania na temat tortur stosowanych w Turcji. Następnie Akçam zdecydował się badać tematykę ormiańską po spotkaniu z niemieckim bibliotekarzem pochodzenia libańsko-ormiańskiego, który go do tego namawiał. W 1991 roku zorganizował warsztaty naukowe na temat Osmańskiego Trybunału Wojskowego, który w założeniach miał osądzić zbrodnie na Ormianach. Później wspominał: „W miarę postępów w badaniu masakr hamidiańskich, pomyślałem sobie: znam historię rewolucji francuskiej, rosyjskiej w 1917 roku, chińskiego komunizmu, ale nie znam historii Turcji”. Akçam początkowo niechętnie używał terminu „ludobójstwo” w odniesieniu do przemocy skierowanej przeciwko Ormianom w Imperium Osmańskim, ponieważ „określając to [wydarzenie] jako ludobójstwo, stajesz się członkiem zbiorowości związanej z przestępstwem, i to nie z jakimś zwykłym przestępstwem, ale ze zbrodnią ostateczną”. Uzyskał doktorat na Uniwersytecie Leibniza w Hanowerze za pracę pt. Turkish Nationalism and the Armenian Genocide: On the Background of the Military Tribunals in Istanbul between 1919 and 1922.
Akçam był uczniem innego badacza ludobójstwa Ormian urodzonego w Turcji, Vahakna Dadriana. W 1997 roku został nakręcony holenderski film dokumentalny zatytułowany „Een Muur van Stilte” (Ściana milczenia) w reżyserii Dorothée Forma na temat ich współpracy akademickiej.
Akçam był profesorem wizytującym historii na Uniwersytet Minnesoty w Stanach Zjednoczonych, po czym dołączył do Strassler Family Center for Holocaust and Genocide Studies na Clark University.

Po zabójstwie Hranta Dinka w 2007 roku Akçam uczestniczył w jego pogrzebie w Stambule, odwiedzając Turcję po raz pierwszy od czasu swojej ucieczki. Według „Intelligence Report”, czasopisma Southern Poverty Law Center: 

Przyjaciel Dinka i jego ideowy sojusznik Taner Akçam, wybitny turecki historyk i socjolog jest członkiem Center for Holocaust and Genocide Studies na Uniwersytecie Minnesoty, uczestniczył w pogrzebie Dinka w Turcji, pomimo znacznego ryzyka dla własnego życia. Akçam, wiodący międzynarodowy autorytet w sprawie ludobójstwa Ormian, został zaocznie skazany na śmierć przez tureckich ultranacjonalistów po opublikowaniu w listopadzie 2006 roku jego książki A Shameful Act: The Armenian Genocide and The Question of Turkish Responsibility. Książka jest ostateczną analizą historyczną opartą w dużej mierze na oficjalnych dokumentach z archiwów rządu tureckiego

W 2008 roku, kiedy nominacja Akçama na przewodniczącego studiów nad ludobójstwem Ormian na Clark University została zakwestionowana przez miejscowych Turków jako stronnicza, Deborah Dwork, dyrektor Strassler Family Center for Holocaust and Genocide Studies, powiedziała, że „tożsamość etniczna lub religijna nie jest rozstrzygająca dla jakiejkolwiek nominacji” i że „zatrudniają najlepszych uczonych spośród kandydatów”.
29 stycznia 2020 roku prezydent Francji Emmanuel Macron wręczył Akçamowi Medal za odwagę w wyrazie uznania za „potępianie zaprzeczania” ludobójstwa Ormian.

## Spory prawne
W styczniu 2007 roku rząd turecki oficjalnie wszczął dochodzenie przeciwko Akçamowi w związku z wypowiedzią z dnia 6 października 2006 roku w turecko-ormiańskim czasopiśmie „Agos”. Akçam skrytykował w nim oskarżenie redaktora naczelnego „Agos”, Hranta Dinka, za użycie terminu „ludobójstwo” w odniesieniu do ludobójstwa Ormian. Użycie tego terminu zostało zinterpretowane przez prokuraturę jako przestępstwo „znieważenia tureckości” na podstawie art. 301 tureckiego kodeksu karnego. Broniąc terminu „ludobójstwo”, Akçam ogłosił się pomocnikiem w obronie Dinka przeciwko oskarżeniom i wezwał czytelników do przyłączenia się do poparcia dziennikarza. Później, w styczniu 2007 roku, sąd w Stambule zdecydował o umorzeniu sprawy Akçama.
Akçam stanął w obliczu nękania po odkryciu jego tożsamości przez twórcę witryny internetowej „Tall Armenian Tale”, który nazwał Akçama „zdrajcą” i opublikował jego dane osobowe. Obawiając się represji po zabójstwie Hranta Dinka, Akçam wezwał Radę Koordynacyjną Organizacji Ormiańskich we Francji i prezydenta Nicolasa Sarkozy'ego do wywarcia presji na Ankarę, by go chroniła.
16 lutego 2007 roku Akçam został zatrzymany w Kanadzie na lotnisku w Montrealu przez prawie cztery godziny po przylocie samolotem ze Stanów Zjednoczonych. Miał wygłosić wykład na zaproszenie Wydziału Prawa Uniwersytetu McGilla i Uniwersytetu Concordia. Wyjaśniając swoje zatrzymanie, Taner Akçam mówił, że władze kanadyjskie opierały się na sfałszowanej wersji jego biografii na anglojęzycznej Wikipedii z grudnia 2006 roku, w której nazwano go terrorystą.
18 lutego 2007 roku został również zatrzymany na granicy Stanów Zjednoczonych i do tej pory nie odkrył powodu, dla którego wtedy go zatrzymano. Podczas objazdu z wykładami w 2007 roku spotkał się z dalszym nękaniem ze strony osób, które pojawiały się na jego wystąpieniach i zakłócały je. Jego biografia na Wikipedii została zmieniona w ramach kampanii internetowej zorganizowanej przeciwko niemu przez witrynę „Tall Armenian Tale”.
W październiku 2011 roku Akçam wygrał sprawę przed Europejskim Trybunałem Praw Człowieka, który orzekł, że tureckie przepisy przeciw „znieważeniu tureckości” stanowią naruszenie wolności słowa.

## Wybrane publikacje
- Killing Orders: Talat Pasha’s Telegrams and the Armenian Genocide, 2018, Palgrave Macmillan, ISBN 978-3319697864;
- The Young Turks' Crime Against Humanity: The Armenian Genocide and Ethnic Cleansing in the Ottoman Empire, 2012, Princeton University Press, ISBN 978-069-11-5333-9;
- Ermeni Meselesi Hallolunmuştur, İletişim, 2008 ISBN 978-975-05-0562-1;
- A Shameful Act : The Armenian Genocide and the Question of Turkish Responsibility, 2006, Metropolitan Books, ISBN 0-8050-7932-7 (wyróżniona nagrodą Minnesota Book Award for General Nonfiction w 2007 roku[48]);
- From Empire to Republic : Turkish Nationalism and the Armenian Genocide, 2004, Zed Books ISBN 1-84277-527-8
- Dialogue across an international divide: Essays towards a Turkish-Armenian dialogue, Zoryan Institute, 2001, ISBN 1-895485-03-7;
- İnsan hakları ve Ermeni sorunu: İttihat ve Terakki'den Kurtuluş Savaşı'na, İmge Kitabevi, 1999, ISBN 975-533-246-4
- Rethinking Modernity and National Identity in Turkey, Publications on the Near East, University of Washington, Sibel Bozdogan (red.), University of Washington Press, July, 1997, ISBN 0-295-97597-0;
- Armenien und der Völkermord: Die Istanbuler Prozesse und die türkische Nationalbewegung, Hamburger Edition, 1996, ISBN 3-930908-26-3;
- Siyasi kültürümüzde zulüm ve işkence (Araştırma-inceleme dizisi), İletişim Yayıncılık, 1992, ISBN 975-470-249-7.